# Genycharax tarpon
Genycharax tarpon är en fiskart som beskrevs av Eigenmann 1912. Genycharax tarpon ingår i släktet Genycharax och familjen Characidae. Inga underarter finns listade i Catalogue of Life.